# 武部其文

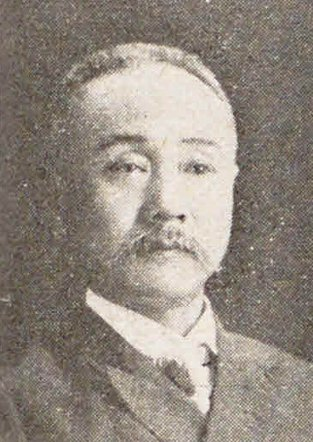
武部其文

武部 其文（たけべ きぶん、1862年3月27日（文久2年2月27日） - 1929年（昭和4年）4月12日）は、富山県出身の政治家、弁護士。

## 経歴
文久2年（1862年）2月に、旧加賀藩十村役で1883年（明治16年）に富山県会初代議長を務めた武部尚志（文政12年（1829年） - 明治44年（1911年））の二男として出生。その弟で富山県会議員であった武部堅の養子となった。
富山の岡田呉陽を経て、二松学舎（現・二松學舍大学）、明治法律学校（現・明治大学）に学び、1885年（明治18年）8月に金沢において代言免許を取得し、富山で代言活動を行った。
内務省による選挙干渉によって死者まで出したことで知られる1892年（明治25年）2月の第2回衆議院議員総選挙（富山第四区）では、北陸自由党から出馬し、立憲改進党の島田孝之を破って当選したが、その後1893年（明治26年）6月に当選無効訴訟が確定して失職。
同年5月1日に弁護士登録し、初代の富山県弁護士会会長に就任した。
1912年（明治45年）の第11回衆議院議員総選挙に、富山郡部二区から出馬し当選した。
1929年（昭和4年）4月12日死去。

## 親族
金山季逸（司法次官、大審院次席検事、長崎・東京・大阪の控訴院検事長）は実の弟にあたる。